# ジョン&ジェン
『ジョン&ジェン』は、アンドリュー・リッパ作曲、トム・グリーンウォルド作詞、リッパ・グリーンウォルド共同脚本のミュージカルである。この作品は、最初は弟のジョンと姉のジェンの関係、そしてジョンが殺された後は、ジェンと彼女の息子のジョンとの関係を描いた二人芝居である。このミュージカルは1995年にオフブロードウェイで開幕し、2015年にオフブロードウェイで復活上演された。

## プロダクション
『ジョン&ジェン』は1993年にコネチカット州イースト・ハッダムのグッドスピード・オペラ・ハウスで初演された。ガブリエル・バレが演出し、キャロリー・カーメロとジェームズ・ルドウィグが出演した。
このミュージカルはオフ・ブロードウェイのラムズ・シアターで1995年6月1日から10月1日まで上演された。キャロリー・カーメロがジェン役、ジェームズ・ルートヴィヒがジョン役を演じ、ガブリエル・バレが演出した。
20周年記念オフブロードウェイリバイバルは、2015年2月10日にシアターロウのクルーマン劇場でプレビュー公演を行い、2月26日に正式に開幕した。リバイバルはキーンカンパニーによって上演され、ケイト・ボールドウィンとコナーライアンが出演した。リバイバルは2015年4月4日に終演した。